# Horsley (nära Prudhoe)
Horsley är en ort och civil parish i Storbritannien.   Den ligger i grevskapet och kommunen Northumberland i riksdelen England, i den centrala delen av landet, 400 km norr om huvudstaden London. Horsley ligger 93 meter över havet och antalet invånare är 405.
Terrängen runt Horsley är huvudsakligen platt, men söderut är den kuperad. Runt Horsley är det mycket tätbefolkat, med 1 266 invånare per kvadratkilometer. Närmaste större samhälle är Newcastle upon Tyne, 15,1 km öster om Horsley. Trakten runt Horsley består i huvudsak av gräsmarker.